# Escalante (kommun)
Escalante är en kommun i Spanien. Den ligger i den autonoma regionen Kantabrien i norra delen av landet, 300 km norr om huvudstaden Madrid. Antalet invånare är 736 (2024). Arean är 18,81 kvadratkilometer.